# Destination Goa
Destination Goa är en serie samlingsalbum med goa- och psytrance. Serien gavs ut mellan 1996 och 2002 i totalt tolv delar, varav ett best of-album, av det svenska skivbolaget Why Not Records. På albumen finns låtar av artister som Astral Projection, Hallucinogen, Miranda och Infected Mushroom.

## Album
- 1996 – Destination Goa – The First Chapter[1]
- 1996 – Destination Goa – The Second Chapter[2]
- 1996 – Destination Goa – The Third Chapter[3]
- 1997 – Destination Goa – The Fourth Chapter[4]
- 1997 – Destination Goa – The Fifth Chapter[5]
- 1998 – Destination Goa – The Sixth Chapter[6]
- 1998 – Destination Goa – The Seventh Chapter[7]
- 1999 – Best of Destination Goa[8]
- 1999 – Destination Goa – The Eighth Chapter[9]
- 2000 – Destination Goa – The Ninth Chapter[10]
- 2000 – Destination Goa – The Tenth Chapter[11]
- 2002 – Destination Goa – The Eleventh Chapter[12]